# Cannelle
Cannelle – miejscowość i gmina we Francji, w regionie Korsyka, w departamencie Korsyka Południowa.
Według danych na rok 1990 gminę zamieszkiwało 25 osób, a gęstość zaludnienia wynosiła 7 osób/km².